# Vant (гурт)
Vant — це британський панк-рок-гурт, створений в 2014 році фронтменом і автором пісень Метті Вантом. У 2015 році гурт підписав контракт з Parlophone Records.

## Історія
Гурт був утворений в Лондоні, коли Метті працював в Dalston venue, Birthdays. Метті грав у різних гуртах, формуючи стиль для Vant, живучи в Брайтоні.
Багато ліричних сюжетів гурту стосувалося політичних питань, Метті отримував натхнення з глобальних проблем; «Мої побоювання є всесвітніми речами. Не все крутиться навкого Великої Британії — це війни, глобальні конфлікти, глобальне потепління». З цією філософією Vant воліє посилатися на своє походження як на «Планету Земля», а не на асоціювання з певною національністю. З цього питання Метті говорить: «Я не вірю в кордони, я народився на планеті Земля». Про це свідчать слова пісні «Свідоцтво про народження» (англ. 'Birth Certificate').
Vant гастролював протягом 2015 року і виступив з Royal Blood, взяв участь в турі DIY Magazine's NEU разом з The Big Moon та InHeaven і з'явився на кількох фестивалях протягом літа, включаючи фестивалі Редінг і Лідс, Secret Garden Party та Dot To Dot Festival. Вони розпочали 2016 рік з виступу на фестивалі BBC Radio 1. Літом гурт виступив на фестивалях Glastonbury, 2000 Trees, Японському фестивалі Fuji Rock, Редінг і Лідс.
Пісні  «The Answer», «Parking Lot», «Fly By Alien», «Karma Seeker» і «Peace & Love» звучали на «BBC Radio 1». Пісня «Parking Lot» була представлена в трейлері для відеогри Pro Evolution Soccer 2017. Трек також з'являється на саундтреці до гри.
Група випустила свій дебютний альбом «Dumb Blood» 17 лютого 2017 року. Він досяг 46 позиції в офіційному британському чарті.

## Учасники гурту
- Метті Вант — ведучий вокал, гітара (з 2014 року)
- Біллі Моріс — бас-гітара (з 2014 року)
- Генрі Істем — гітара (з 2014 року)
- Девід "Гріні" Грін — ударні (з 2014 року)

## Дискографія

### Студійні альбоми
- Dumb Blood (2017)

### Міні-альбоми
- Karma Seeker (2016)